# Himantoglossum hircinum
Himantoglossum hircinum là một loài thực vật có hoa trong họ Lan. Loài này được (L.) Spreng. mô tả khoa học đầu tiên năm 1826.

## Hình ảnh

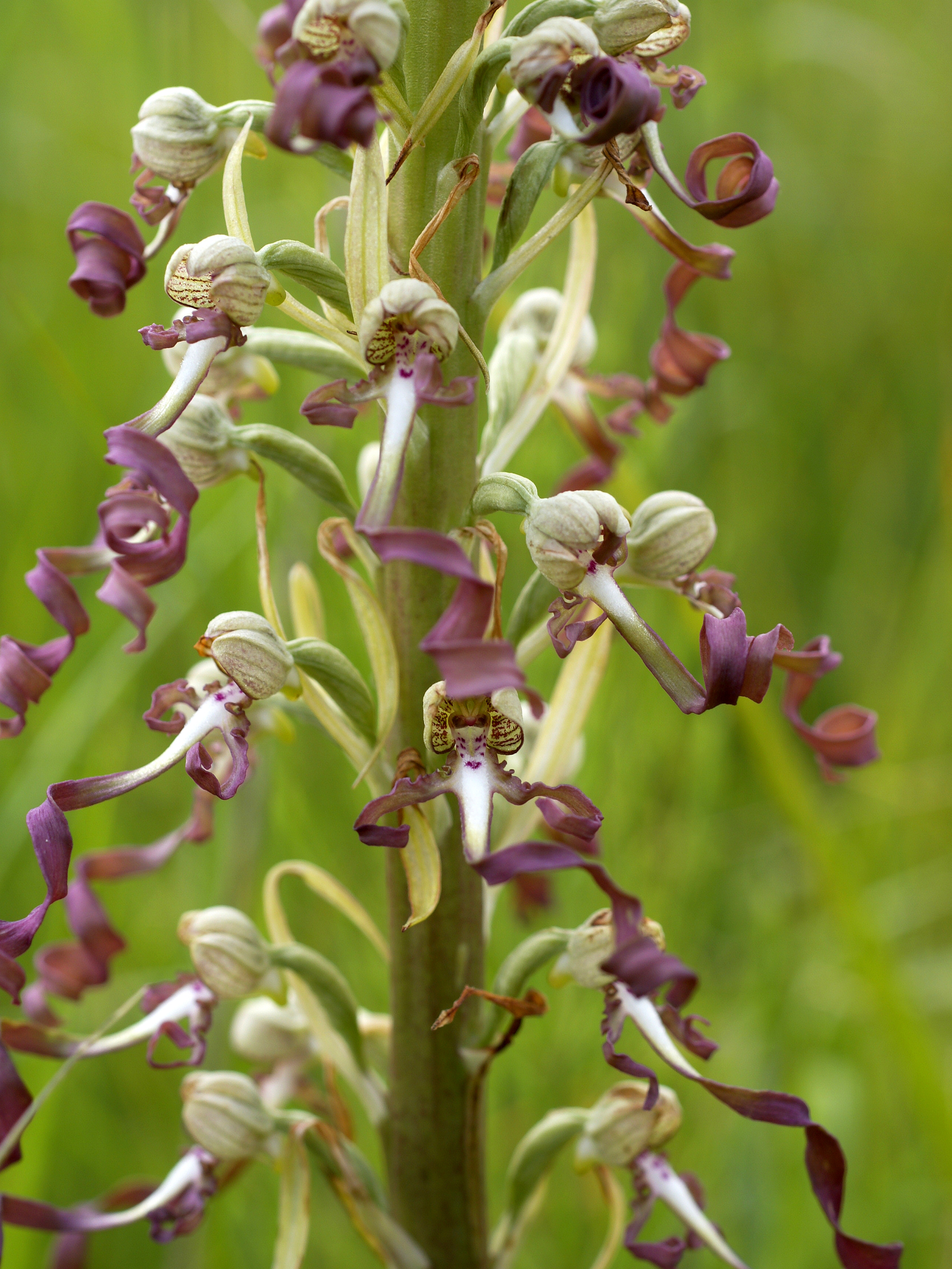
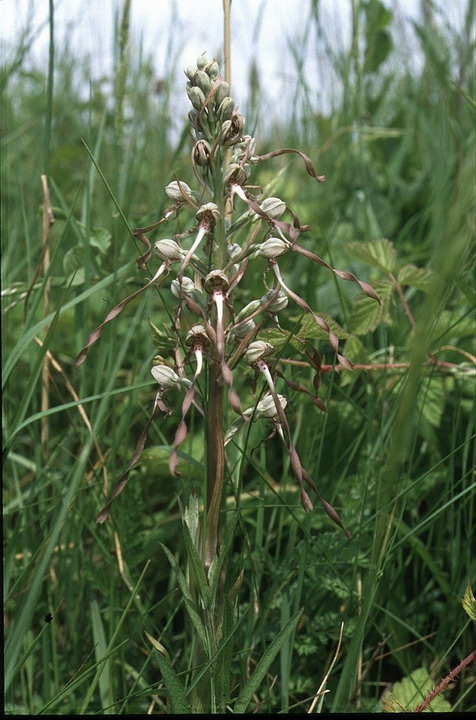
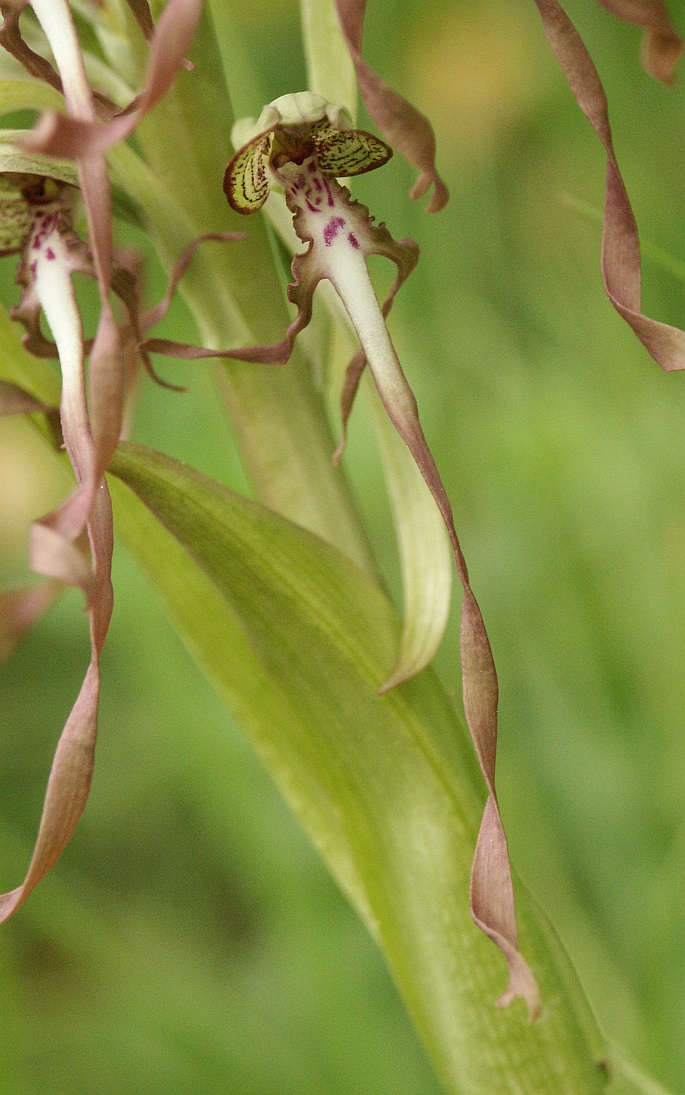
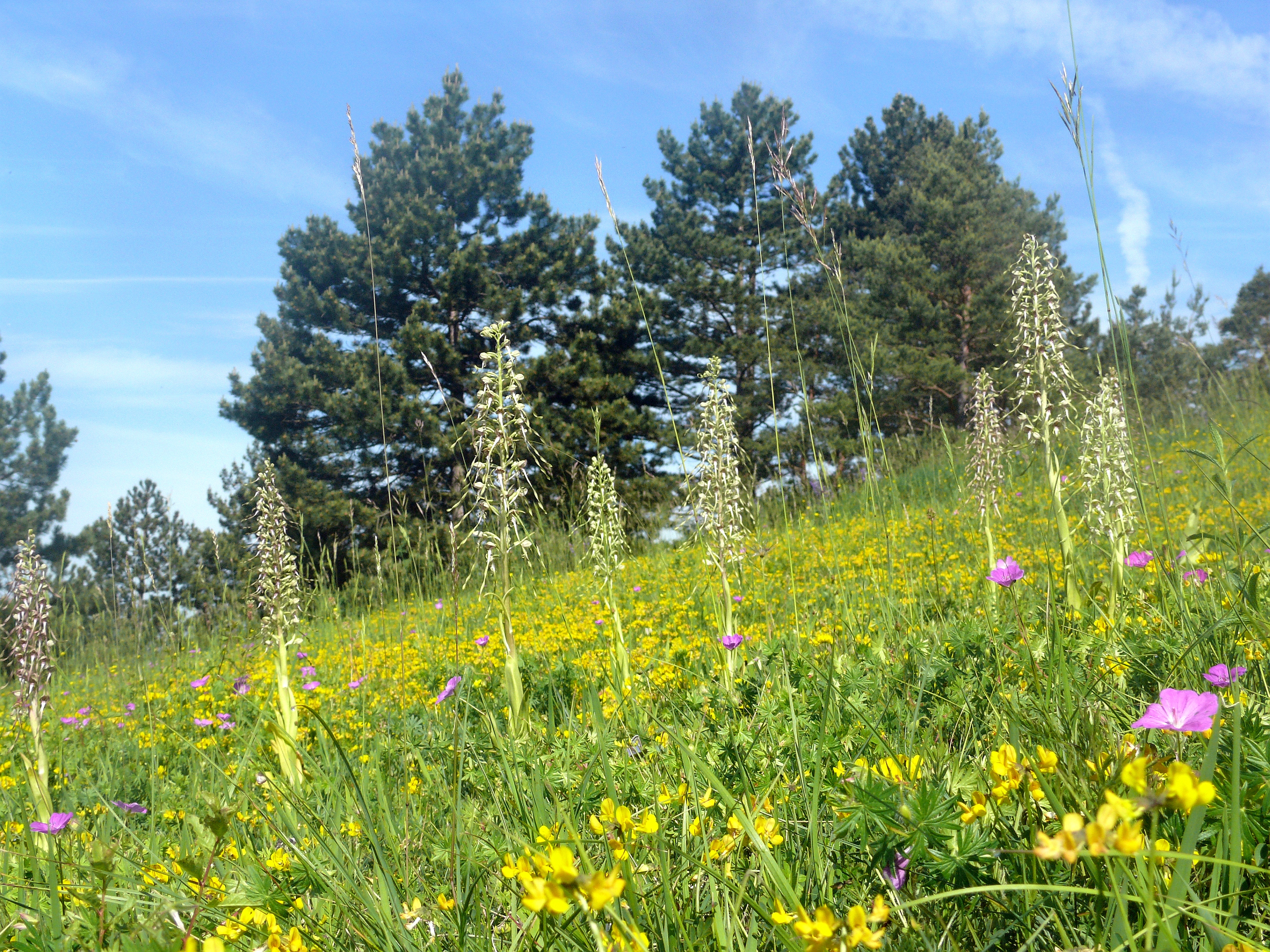